# Kolasib
Kolasib là một thị trấn thống kê (census town) của quận Kolasib thuộc bang Mizoram, Ấn Độ.

## Nhân khẩu
Theo điều tra dân số năm 2001 của Ấn Độ, Kolasib có dân số 18.852 người. Phái nam chiếm 51% tổng số dân và phái nữ chiếm 49%. Kolasib có tỷ lệ 82% biết đọc biết viết, cao hơn tỷ lệ trung bình toàn quốc là 59,5%: tỷ lệ cho phái nam là 83%, và tỷ lệ cho phái nữ là 81%. Tại Kolasib, 13% dân số nhỏ hơn 6 tuổi.